# 金基賢 (演員)
金基贤（韩语：／，1945年6月24日—）是韩国一名声优和演员。

## 生平
金基贤出生于忠清北道沃川郡，1965年作为戏剧演员首次出道，1970年在MBC招聘配音演员时正式出道。
2005年在电视剧第五共和國中饰演張泰琓将军，让他大受欢迎，特别是12.12事件中的台词给观众留下了深刻印象。

## 演出作品
- 第五共和国（2005）- 张泰琓[2][3]
- 流感（2013）- 国务总理
- 铁雨（2017）- 朝鲜内阁总理

### 电影
- 2006年：《淫乱书生》